# Замок Гоеншванґау
За́мок Го́еншванґау (нім. Schloss Hohenschwangau) — замок, розташований поруч з Нойшванштайном у комуні Шванґау біля міста Ф'юсен, що у Швабії (Німеччина). Колишня резиденція баварського короля Людвіґа ІІ, який увійшов в історію як «казковий король».

## Історичний огляд

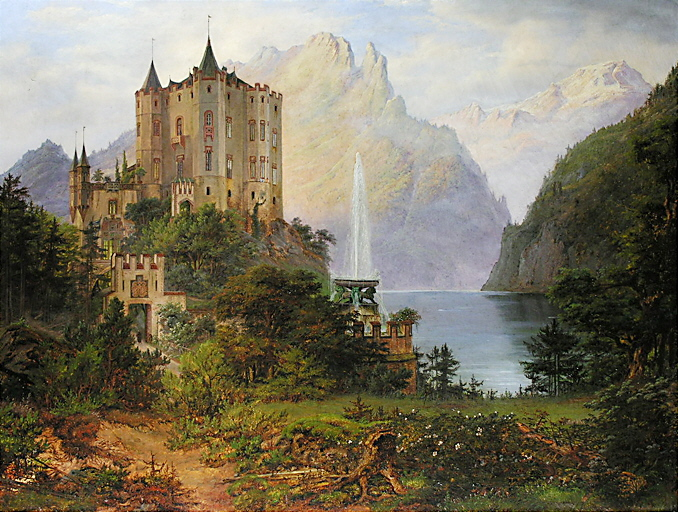
Фредерик Гансен Седрінг. Замок Гоеншванґау, 1843

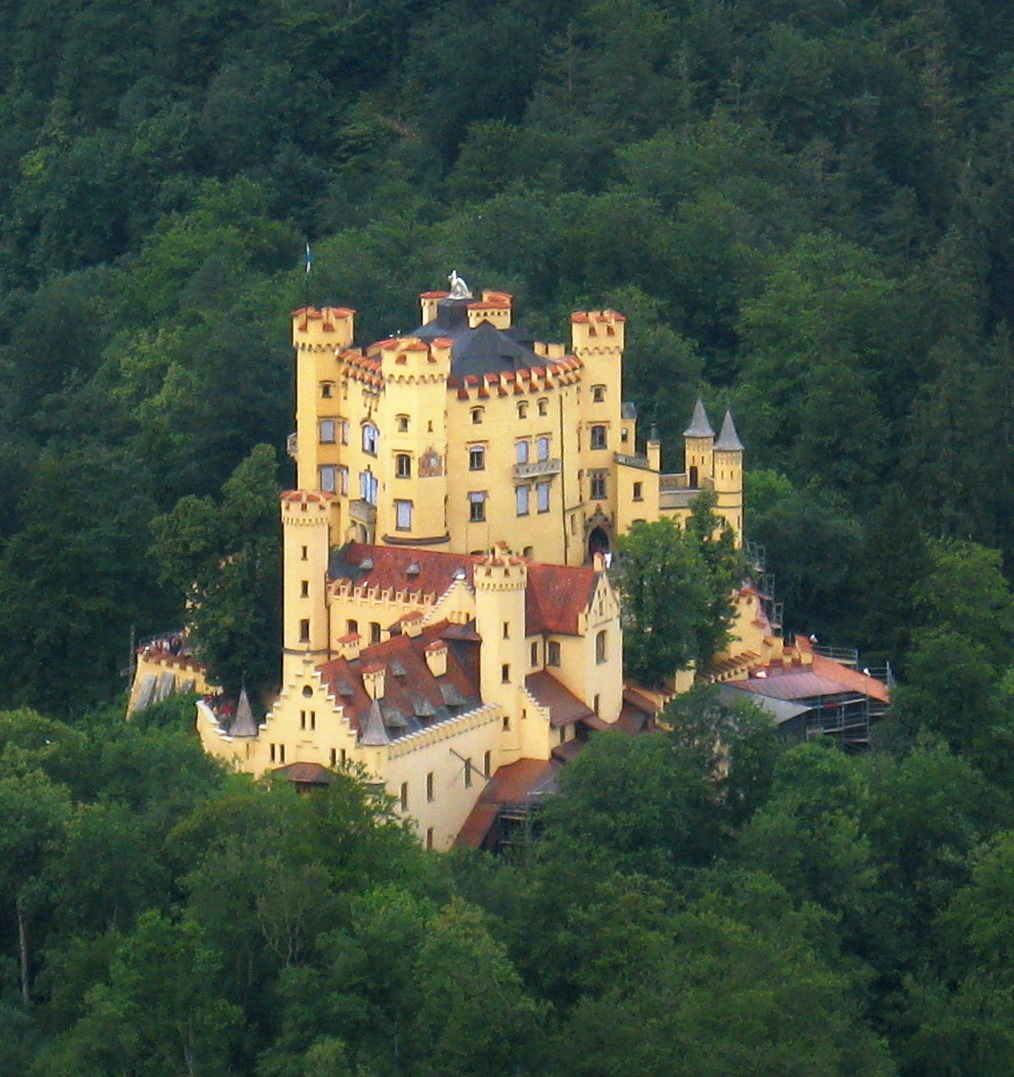
Вид на замок з Нойшванштайна

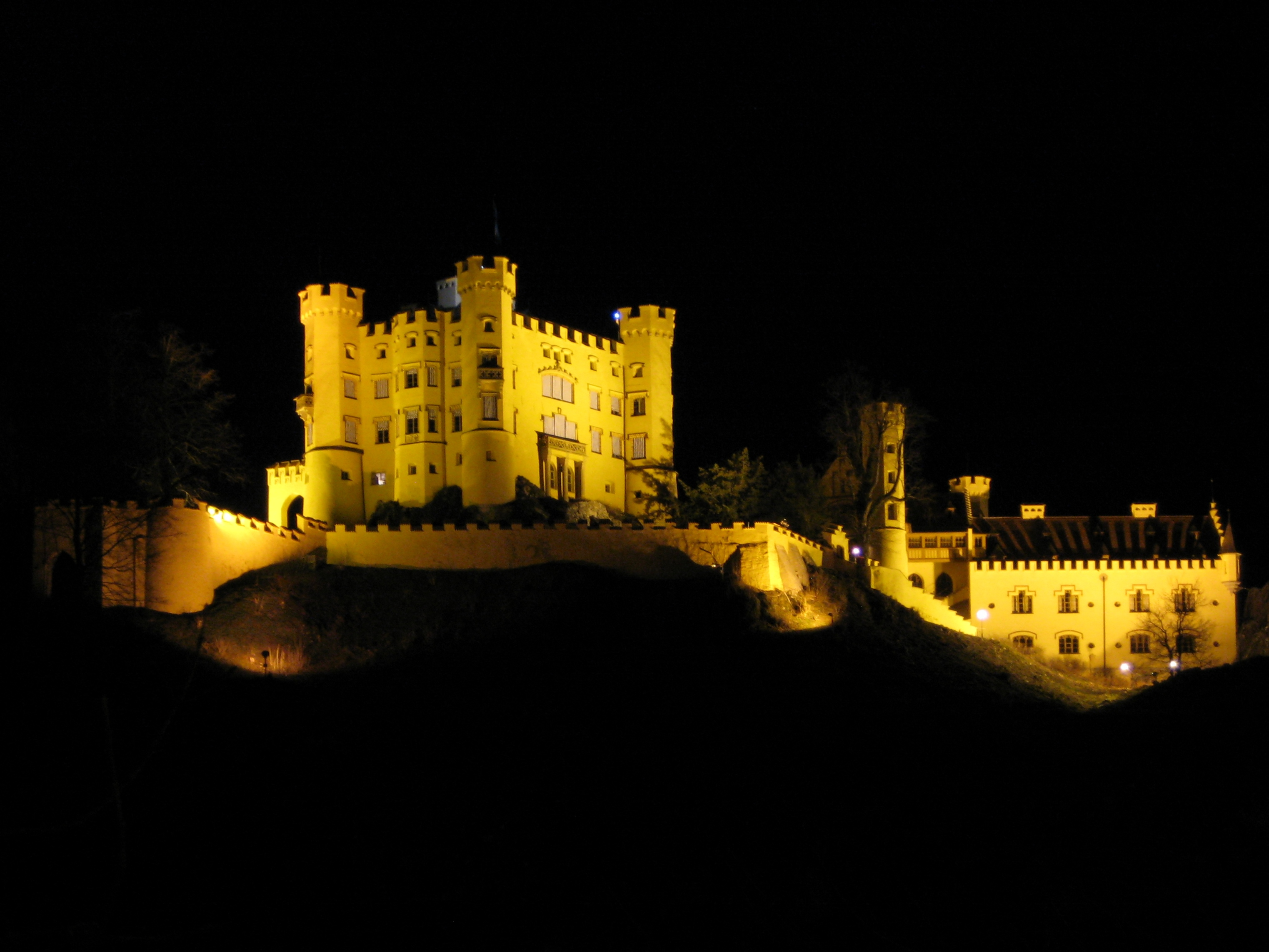
Замок уночі

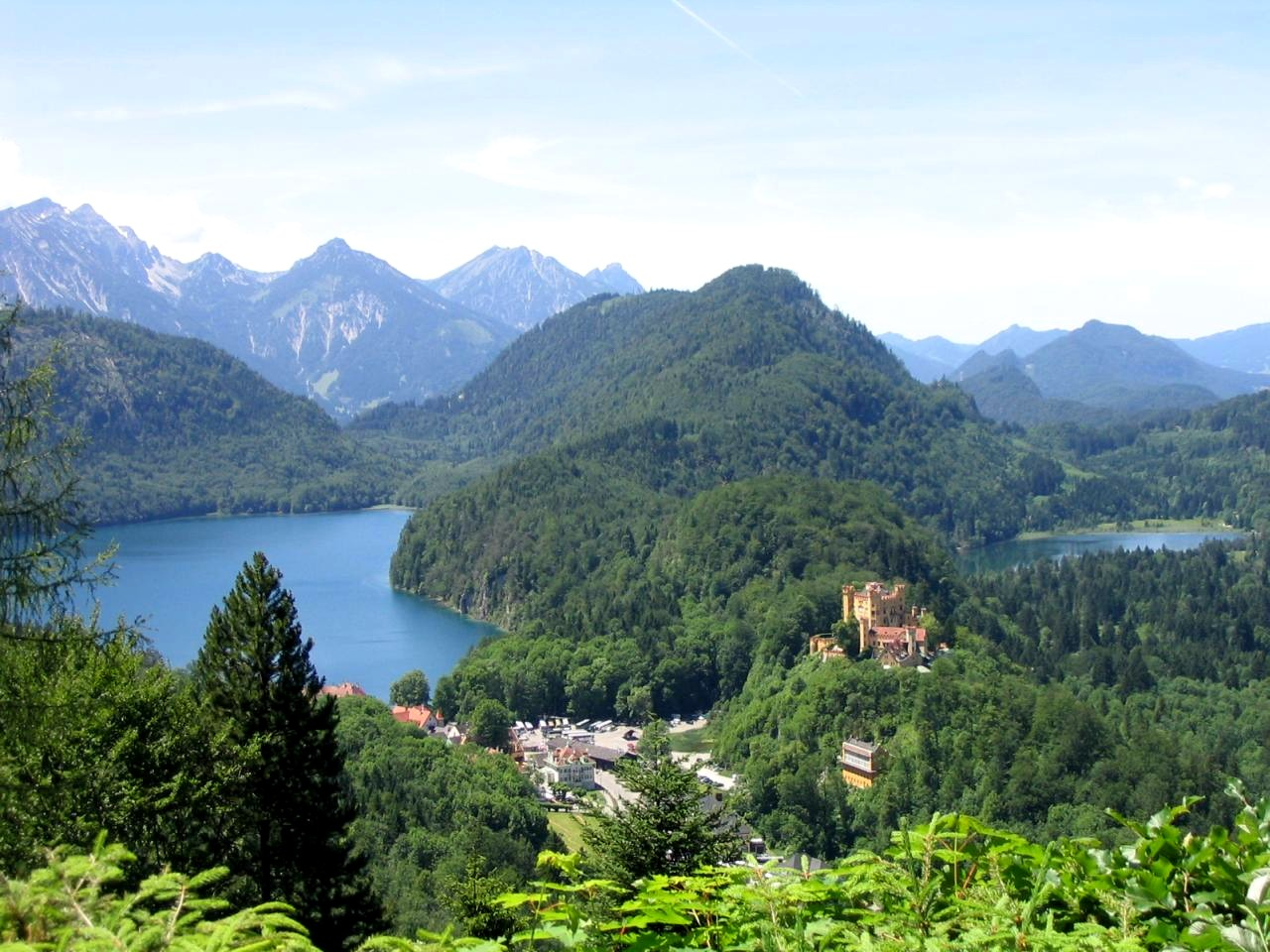
Замок між озерами Альпзее (ліворуч) і Шванзее

Уперше замок згадується у ХІІ столітті як фортеця Шванштайн (Schwanstein), що належала лицарям Шванґау. Один з представників цього роду, Гітпольд фон Шванґау, відомий мінезингер, який оспівувався у «Гейдельберзькому пісеннику».
У замку жив також принц Конрадин (1252–1268), останній з роду Гогенштауфенів, страчений у віці 16 років у Неаполі. У XVI столітті рід лицарів Шванґау припинився і фортеця стала поступово руйнуватися.
Під час наполеонівських воєн, у 1800 і 1809 роках, фортеця була сильно пошкоджена.
У квітні 1829 року кронпринц Баварії, майбутній король Максиміліан II відкрив для себе ці місця під час пішохідної прогулянки і, зачарований навколишньою природою, у 1832 році придбав руїни замку.
Замок відновлювався у 1833–1836 роках, а деякі роботи тривали до 1855 року. Архітектор Доменіко Кваліо підготував проєкт замку в неоготичному стилі. Після його смерті роботу продовжили Георг Фрідріх Цібланд і Йозеф Даніель Ольмюллер. Над оформленням 14 залів працювали відомі тоді майстри романтичного періоду Моріц фон Швінд, Людвіґ Лінденшміт та інші. Королева Марія розпланувала альпійський сад з квітами, які були привезені з усіх куточків Альп.
Гоеншванґау був офіційною літньою і мисливською резиденцією Максиміліана, його дружини Марії Прусської та їхніх синів Людвіґа (майбутнього короля Людвіґа ІІ) й Отто (майбутнього короля Оттона І Баварського).
У 1864 році після смерті короля Максиміліана господарем замку став його син Людвіґ ІІ. Йому подобалося жити в Гоеншванґау, особливо після 1869 року, коли неподалік розпочалось будівництво замку Нойшванштайн. У замку король приймав композитора Ріхарда Вагнера, який проте ніколи не бував у замках Нойшванштайн і Герренкімзее.
Королева Марія пережила свого сина на три роки і померла в замку 1889 року.
У 1905 році дядько Людвіґа ІІ, принц-регент Луїтпольд Баварський, електрифікував замок і встановив електричний ліфт. Після його смерті палац був відкритий як музей протягом наступного року.
Під час Першої і Другої світових воєн замок не постраждав. У 1923 році баварський ландтаг визнав право колишньої королівської родини проживати в замку. З 1933 до 1939 наслідний принц Рупрехт Баварський  і його родина використовували замок як свою літню резиденцію. У травні 1941 року і до кінця війни у фамільному замку Гоеншванґау мешкав князь Адальберт Баварський (1886–1970), якому, як і решті представників королівських родин, згідно з наказом Гітлера (Prinzenerlass) заборонили служити в армії.

## Внутрішнє оздоблення
Зала лебединого лицаря. У колишній їдальні представлений настінний живопис, який відтворює сагу про лебединого лицаря Лоенґріні, які однак не були ілюстраціями до опери Вагнера, написаної пізніше. Сюжет був придуманий Крістіаном Рюбеном і намальований в 1835 році Михаїлом Неєром і Лоренцо Кваліо.
Спальня королеви. На вибір стилю спальні вплинула поїздка Максиміліана до Туреччини у 1833 році. Тут присутні турецькі мотиви, що переплітаються з романтичним стилем. Турецька канапка була подарована баварському кронпринцу турецьким султаном Мухамедом II.
Вітальня королеви Марії. Настінні картини в цій кімнаті присвячені історичним сценам і долі старої фортеці. Тут зображені Хітпольд фон Шванґау, мінезингер, принц Конрадин, останній представник роду Гогенштауфенів, Мартін Лютер, реформатор церкви, а також прості люди, що жили раніше в цій фортеці та пов'язані з її історією.
Зала героїв. Картини урочистого залу відображають сагу про Велькина, яка є частиною епопеї про Дітріха фон Берне. Сказання було втрачено в Німеччині, але пізніше, завдяки Норвезькому переказу, стало знову відомо в XIII столітті. Картини розроблені за проектами Моріца фон Швіндта та виконані художниками Глінком, Гіссманном, Неєром та Адамом.
Кімната Гогенштауфена. Розпис приміщення присвячений роду Гогенштауфенів. Між династіями Віттельсбахів і Гогенштауфенів існував тісний зв'язок. Так, у XII столітті Отто фон Віттельсбах врятував життя Фрідріху I Барбароссі, за що йому було присвоєно у 1180 році звання першого герцога Віттельсбаського. У цій кімнаті знаходиться фортепіано, так званий «рояль Вагнера». На ньому грав не тільки король Людвіґ II, але і Ріхард Вагнер.

## Сучасність
Нинішнім власником замку є «Балансовий фонд Віттельсбахів».
Щороку палац відвідують понад 300 тисяч туристів. Замок відкритий цілий рік (за винятком Різдва).
У ніч проти 6 листопада 2005 року в замку сталася крадіжка зі зломом. З трьох вітрин зникло близько 100 експонатів на суму 10 000 €. Хоча відразу спрацювала сигналізація, злочинців не вдалося зупинити.